# Nucastia
Genre
Nucastia est un genre d'araignées aranéomorphes de la famille des Corinnidae.

## Distribution
Les espèces de ce genre sont endémiques d'Australie.

## Liste des espèces
Selon World Spider Catalog (version 17.5, 11/10/2016) :
- Nucastia culburra Raven, 2015
- Nucastia eneabba Raven, 2015
- Nucastia muncoonie Raven, 2015
- Nucastia supunnoides Raven, 2015
- Nucastia virewoods Raven, 2015

## Publication originale
- Raven, 2015 : A revision of ant-mimicking spiders of the family Corinnidae (Araneae) in the Western Pacific. Zootaxa, no 3958(1), p. 1-258.